# Sondre Granaas
Sondre Granaas (Drammen, 30 agosto 2006) è un calciatore norvegese, centrocampista del Molde.

## Biografia
È il figlio di Lars Granaas, anch'egli calciatore.

## Carriera

### Club
Granaas è cresciuto nel Mjøndalen, dove ha debuttato il 10 aprile 2023 nell'incontro di Eliteserien pareggisto 0-0 contro l'Åsane.
Il 4 gennaio 2024 è stato acquistato dal Molde, club della prima divisione norvegese, con cui nel 2024 gioca 9 partite in campionato e 5 partite nella fase campionato della Conference League.

### Nazionale
Ha giocato con le nazionali giovanili norvegesi Under-16, Udner-17, Under-18 ed Under-19.